# Cyamus gracilis
Cyamus gracilis är en kräftdjursart som beskrevs av Roussel de Vauzème 1834. Cyamus gracilis ingår i släktet Cyamus och familjen vallöss. Inga underarter finns listade i Catalogue of Life.